# Rupnagar (huyện)
Huyện Rupnagar là một huyện thuộc bang Punjab, Ấn Độ. Thủ phủ huyện Rupnagar đóng ở Rupnagar. Huyện Rupnagar có diện tích 2117 ki lô mét vuông. Đến thời điểm năm 2001, huyện Rupnagar có dân số 1110000 người.